# Jean-Baptiste Willermoz
Jean Baptiste de Willermoz (Lyon, 10 de septiembre de 1730 — ibíd., 20 de mayo de 1824) fue un iniciado en la francmasonería, cofundador de la Orden Martinista. Se le tiene por creador del Rito Escocés Rectificado de esa institución. Fue hermano del enciclopedista Pierre-Jacques Willermoz.
Era hijo de Claude y Caterin Willermoz, comerciantes de Lyon, y fue el mayor de 12 hermanos. Debido a las necesidades de la familia, tuvo que dejar sus estudios a los 12 años de edad para ayudar a su padre en los negocios familiares; tres años más tarde ingresó como aprendiz en una lonja especializada en el comercio de seda.
Una vez aprendido el oficio, se instaló por su cuenta cuando contaba con 24 años, produciendo y comercializando sedas. Había sido iniciado en la masonería a los 20 años, y solo dos años más tarde ya era Venerable de la Logia; en el año siguiente, en 1753, fundó su propia logia masónica, La Perfecta Amistad, que tuvo gran desarrollo y donde se realizaban estudios ocultistas, destacando la alquimia. 
Místico y apasionado por los misterios de la Iniciación, contribuyó a la creación de la Gran Logia de los Maestros Regulares de Lyon y llegó a ser Gran Maestro en 1762. Esta Gran Logia practicaba los siete grados de la época, más un octavo denominado «Grand Maître Écossais, Chevalier de l'Épée et de Rose-Croix». En 1763, junto con su hermano Pierre-Jacques formó parte del «Souverain Chapitre des Chevaliers de l'Aigle Noir Rose-Croix» con vocación por la alquimia. De hecho, Pierre-Jacques fue un reconocido profesor, químico, médico y enciclopedista colaborador en la redacción de L'Encyclopédie de Denis Diderot y D'Alembert.
Willermoz dedicaba parte de sus recursos a obras de caridad. Era tenido por un hombre serio, honesto, enriquecido por el trabajo en el comercio de sedas, cristiano y frecuentador de la iglesia; por sus discípulos era admirado por la gran solidez de sus conocimientos, su cordialidad y por la gran dedicación a los trabajos masónicos. En su propia familia, otros miembros se interesaban por el ocultismo: su hermana mayor Claudine, sus hermanos Antoine y Pierre-Jaques y su sobrino Jean Baptiste Willermoz Neveu. Willermoz fue venerable de su logia durante ocho años.
Durante mucho tiempo Willermoz mantuvo correspondencia con los principales ocultistas de su época: Martínez de Pasqually, Louis Claude de Saint-Martin conocido como "El Filósofo Desconocido", Joseph de Maistre, Savallete de Lange, Brunswick, Saint Germain, Cagliostro, Dom Pernety, Salzman y otros ocultistas alemanes, franceses, ingleses, italianos, daneses, suecos y rusos.
En 1767, en Versalles, Willermoz recibió iniciación directamente de Jacques Martínez de Pasqually, y desde ese momento en adelante su vida estaría iluminada y sostenida por la doctrina secreta del Maestro. Cuando Martinez de Pasqually se retiró a la Isla de Santo Domingo, falleciendo en Haití, en la ciudad de Puerto Príncipe, se encargaron del mantenimiento de la Orden de los Caballeros Elegidos Cohen del Universo (o de los Sacerdotes Elegidos) sus discípulos Willermoz y Saint Martín. Poco a poco se fueron creando los círculos de los amigos del Filósofo Desconocido (Louis Claude de Saint Martín), quien instituyó su rito Martinista. De hecho, entre 1773 y 1774 San Martín permaneció en casa de Willermoz en Lyon, donde escribiría su primera obra De los errores y de la verdad (1775).
Fue nombrado consejero general del Departamento del Ródano por el primer cónsul el 1 de junio de 1800.
Murió a los 94 años, el 29 de mayo de 1824.